# Abchazowie
Abchazowie, Abchazi (nazwa własna: Apsua) – rdzenna ludność Abchazji. Szacunki dotyczące liczebności tego narodu, który żyje rozsiany w 52 krajach świata, nie są jasne, choć według niektórych źródeł ich liczba może sięgać nawet 600 tysięcy. W samej Abchazji żyje ich ponad 122 tys. Największa populacja Abchazów poza Abchazją występuje w Turcji (ok. 44 tys.). Spora grupa występuje także w Federacji Rosyjskiej (11 tys.), zaś za sprawą emigracji zarobkowej w Europie Zachodniej oraz krajach arabskich, dokąd Abchazowie emigrowali w XIX wieku. Niewielkie ich skupisko znajduje się również w Gruzji (ok. 3600), głównie w Adżarii, a także na Ukrainie (ok. 1400). Abchazowie wyznają przede wszystkim prawosławie i islam sunnicki. Ich mową ojczystą jest język abchaski, należący do rodziny języków kaukaskich.

## Historia

Tereny zamieszkane przez przodków Abchazów (Abazgów i Apsilów) w roku 300

Przodkowie Abchazów byli rdzennymi mieszkańcami Zachodniego Kaukazu, spokrewnieni z narodami północnokaukaskiej grupy adygejskiej. Ich najbliższymi krewnymi są Adygejczycy, Czerkiesi i Kabardyjczycy. Wspominają o nich, pod nazwą Abeszla, już kroniki asyryjskie, później zaś antyczne kroniki, wyróżniające plemienne związki Abazgów (Adyghe) na północy i Apsilów (Apsilae) na południu. To wśród tych grup etnicznych, zamieszkujących przynajmniej od I wieku n.e. starożytną Kolchidę, naukowcy widzą przodków Abchazów.
Uważa się, iż proces konsolidacji plemion abchaskich w jedną narodowość rozpoczął się w VII wieku, kiedy do władzy doszła lokalna dynastia Anosydów, zwanych także Leonidami. W 780 roku, wywodzący się z niej władca abchaski, Leon II zjednoczył ziemie dzisiejszej zachodniej Gruzji i Abchazji w jedno silne państwo noszące nazwę Królestwa Abchazji, któremu udało się uniezależnić od Cesarstwa Bizantyńskiego. Przeżywało ono swój rozkwit na przełomie IX i X wieku. W wyniku braku męskiego potomka z rodu Leonidów, na przełomie X i XI wieku ziemie abchaskie weszły w skład Królestwa Gruzji będącego pod rządami gruzińskiej linii dynastycznej Bagrationi. Od XII wieku, jako Księstwo Abchazji, cieszyło się ono dość szeroką autonomią, która trwała również po upadku monarchii gruzińskiej i zdobyciu kontroli nad Kaukazem przez Turków osmańskich. 
Choć od czasów powstania Królestwa Abchazji elity abchaskie przyjęły gruzińską kulturę i używały języka gruzińskiego, uważa się, że reszta Abchazów (którymi byli głównie chłopi) pozostały przy własnym języku i kulturze. Dzięki temu udało im się przechować je w swej tradycji aż do XIX wieku, kiedy to narodził się abchaski ruch narodowy.
W 1810 roku Abchazja została podporządkowana Imperium Rosyjskiemu. W połowie XIX wieku pojawiło się abchaskie piśmiennictwo, oparte na cyrylicy. Po zniesieniu w 1864 roku przez Rosję autonomii Abchazji, w 1866 wybuchło powstanie narodowe Abchazów, które zostało jednak krwawo zdławione. Kolejne powstanie Abchazów (razem z Czeczenami) przeciwko Rosji wybuchło w 1877 roku i także zostało stłumione. W konsekwencji doszło do masowego wypędzenia nawet 3/4 Abchazów przez Morze Czarne do Turcji (muhadżirstwo). Kolejna duża fala emigracji ludności abchaskiej do tego kraju nastąpiła w latach 1918–1922. W rezultacie powstała tam silna diaspora, która jednak z czasem zasymilowała się z narodem dominującym. 

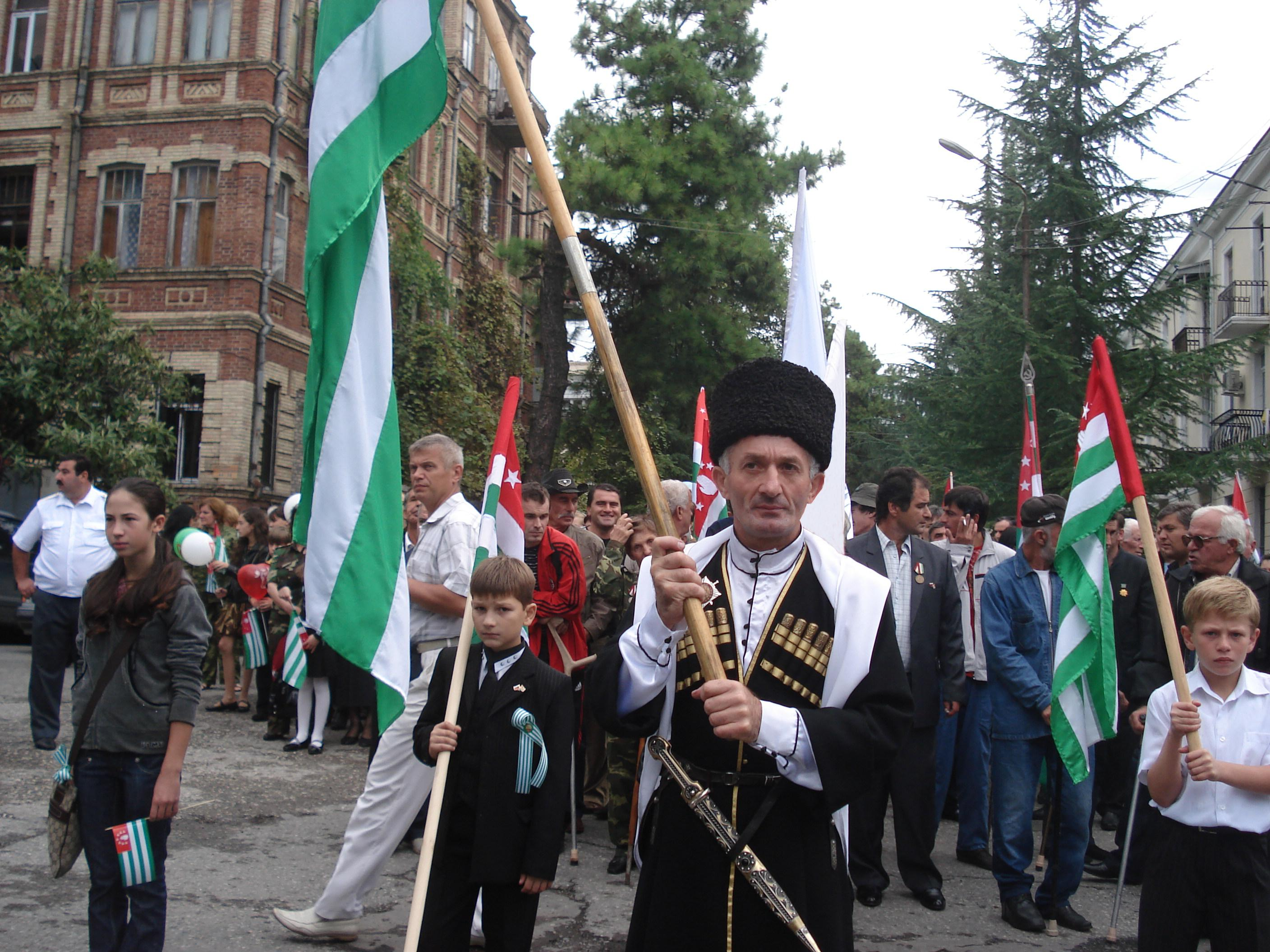
Abchazowie z flagami Republiki Abchazji

W 1921 roku, po opanowaniu przez bolszewików niezależnej Demokratycznej Republiki Gruzji, z jej terytorium bolszewicy utworzyli dwie socjalistyczne republiki radzieckie: Abchaską oraz Gruzińską. Władze radzieckie podjęły decyzję zawrzeć umowę związkową pomiędzy Gruzją a Abchazją o utworzeniu wspólnego państwa radzieckiego, składającego z dwóch równoprawnych republik, ale mającego wspólną nazwę (Gruzja) oraz stolicę Tyflis (tak nazywano wtenczas Tbilisi). W takiej postaci Gruzja razem z Abchazją weszły w skład Zakaukaskiej Federacyjnej Socjalistycznej Republiki Radzieckiej, a w jej składzie i w nowo powołany Związek Socjalistycznych Republik Radzieckich (obok Rosji, Ukrainy i Białorusi). W 1931 roku status Abchazji został zdegradowany do Abchaskiej Autonomicznej Socjalistycznej Republiki Radzieckiej, która została wcielona w skład Gruzińskiej SRR jako jej integralna część z limitowaną autonomią. Ożywienie abchaskiego ruchu narodowego, a zwłaszcza nadanie mu przez abchaską inteligencję w latach 80. XX wieku (w czasie reform pieriestrojki) zorganizowanych form, a następnie proklamowanie niepodległości Republiki Abchazji  w 1992 roku, zakończyło proces narodowej konsolidacji Abchazów.
Jako efekt trwającej od 2011 wojny domowej w Syrii, mieszkający tam Abchazowie (których według abchaskiego MSZ może być nawet 10 tys.) zaczęli emigrować do Abchazji. Przy pomocy rządu abchaskiego, do lipca 2013 około 467 Syryjczyków abchaskiego pochodzenia przybyło na stałe do Abchazji, a do 7 sierpnia liczba ta urosła do 531. Program repatriacji opracowany przez abchaski rząd skutkował także przybyciem 4262 Abchazów z Turcji i 2500 z Rosji.

## Religia
Miejscowe wierzenia począwszy od IV w. zaczęły być wypierane przez chrześcijaństwo. Do końca XVI wieku zdecydowana większość Abchazów wyznawała prawosławie. Wraz ze zdobyciem kontroli nad terenem Kaukazu przez Turków, na ziemiach abchaskich dynamicznie rozwijał się islam; w XVIII wieku był już religią dominującą. Zmianę sytuacji przyniosła masowa emigracja muzułmańskiej ludności abchaskiej w XIX wieku, spowodowana podbojem Abchazji przez Rosję. 
Według danych z 2003 roku 60% mieszkańców Abchazji wyznawała chrześcijaństwo (głównie prawosławie), 16% islam sunnicki, 8% deklarowało się jako ateiści lub niereligijni, 5% jako poganie, a 3% jako wyznawcy etnicznych wierzeń abchaskich; badania wskazują na głównie formalny stosunek Abchazów muzułmanów i chrześcijan do religii oraz faktyczne odprawianie obrzędów tradycyjnej politeistycznej religii abchaskiej przez większość nominalnych muzułmanów, chrześcijan oraz ateistów. Diaspora abchaska, której największym ośrodkiem jest Turcja, w większości wyznaje islam.